# Acantheremus cohni
Acantheremus cohni är en insektsart som beskrevs av Naskrecki 1997. Acantheremus cohni ingår i släktet Acantheremus och familjen vårtbitare. Inga underarter finns listade i Catalogue of Life.